# ロエル・レイネ
ロエル・レイネ（Roel Reiné、1970年7月15日 - ）は、オランダ・アイントホーフェン出身の映画監督。現在はアメリカ合衆国のロサンゼルスを拠点に活動している。

## 人物
20代でオランダのテレビドラマ製作に携わり、1999年に初長編にして全編英語の映画作品「ザ・デリバリー」を手がける（なお、「ザ・デリバリー」の日本公開時はロエル・ラインと日本語表記されていた）。
2000年代、スティーブン・セガールの「弾突 DANTOTSU」を製作後、アメリカ合衆国内にて数々のB級アクション映画を製作するようになる。

## 作品

### 映画作品
- No More Control (1996)
- Carwars (1999)
- ザ・デリバリー (1999)
- Adrenaline (2003)
- Deadwater (2007)
- 弾突 DANTOTSU(2008)
- 陰謀の戦艦(2008)
- ネバー・サレンダー　肉弾突撃(2009)
- デス・レース2(2010)
- トゥームストーン/ザ・リベンジ(2012)
- デス・レース3 インフェルノ(2012)
- スコーピオン・キング3(2012)
- 12ラウンド/リローデッド(2013)
- エネミー・ライン4　ネイビーシールズ最前線(2014)
- アイアンフィスト2(2015)
- 提督の艦隊(2015)
- ハード・ターゲット2　-ファイティング・プライド-(2016)
- トゥームストーン/オーバーキル (2017)
- ウォリアー (2018)
- わが拳に復讐を (2022)

### テレビドラマ
- "De uitdaging" (1990)
- "12 steden, 13 ongelukken" (1990)
- "Sam sam" (1994)
- "Voor hete vuren" (1995)
- "Brutale meiden" (1997)
- "Sterker dan drank" (1997)
- "'t Zal je gebeuren..." (1998)
- "De aanklacht" (2000)
- "Verkeerd verbonden" (2000)
- Blood Drive (2017)
- Inhumans (2017)
- 五行の刺客 (2019)
- HALO (2022)

## リンク
- ロエル・レイネ - IMDb（英語）